# Máximo Viola
Máximo Viola y Sison (ur. 7 października 1857, zm. 3 września 1933) – filipiński lekarz.

## Życiorys
Urodził się 7 października 1857 w San Miguel de Mayumo w prowincji Bulacan jako syn Pedro Violi i Isabeli Sison. Pochodził z zamożnej rodziny. Ukończył prestiżowe Colegio de San Juan de Letran, podjął następnie studia medyczne na Universidad de Santo Tomas. W 1882 udał się do Hiszpanii, gdzie kontynuował studia medyczne na Universidad de Barcelona. Tam też poznał Jose Rizala, przywódcę ruchu na rzecz głębokich reform politycznych na wciąż będących kolonialną posiadłością Hiszpanii Filipinach. Szybko nawiązał z nim bliską przyjaźń. Sam wspierał wysiłki reformatorskie, nade wszystko wykorzystując znaczne zasoby finansowe swojej rodziny. W 1887 sfinansował pierwsze wydanie napisanej przez Rizala powieści Noli me tangere, w nakładzie 2000 egzemplarzy. W podzięce za udzielone wsparcie otrzymał jej pierwszy egzemplarz. Towarzyszył Rizalowi w jego podróżach po Europie, wspólnie odwiedzili Austro-Węgry, Niemcy i Szwajcarię. Wówczas też spotkał się z Ferdinandem Blumentrittem, cenionym austriackim badaczem zajmującym się Filipinami oraz bliskim przyjacielem Rizala. Po powrocie do kraju pracował w zawodzie. Nadal utrzymywał kontakty z Rizalem, także po jego powrocie na Filipiny w 1892.
Uczestnik rewolucji filipińskiej, zwolennik generała Emilio Aguinaldo. Po przybyciu wojsk Stanów Zjednoczonych na archipelag filipiński więziony za odmowę współpracy z Amerykanami. Po uwolnieniu w zasadzie wycofał się z życia publicznego, wspierał jednakże filipińskich rolników starając się ich chronić przez wyzyskiem przez obcy, głównie amerykański kapitał. Swej przyjaźni z Rizalem poświęcił wspomnienia opublikowane w 1913 na łamach hiszpańskojęzycznego pisma El Ideal. Zostały one przetłumaczone na język angielski w latach 50. XX wieku, również i wówczas ukazując się w prasie. 
Poślubił Juanę Rourę, także pochodzącą z San Miguel. Doczekał się z nią pięciorga dzieci. Zmarł 3 września 1933 w rodzinnej miejscowości na skutek choroby nowotworowej. Pamięci Violi poświęcono tablicę pamiątkową w San Miguel odsłoniętą w 1962.